# 貝納爾多·席爾瓦
貝納爾多·莫塔·韦加·德卡瓦略·席爾瓦（葡萄牙語：Bernardo Mota Veiga de Carvalho e Silva，發音：[bɨɾˈnaɾðu ˈsilvɐ]；1994年8月10日—）是一名葡萄牙職業足球員。司職中場。目前效力於英超俱樂部曼城並擔任第五隊長，也代表葡萄牙國家足球隊參加國際賽事。

## 俱樂部生涯
席爾瓦出生于里斯本，成长于本菲卡并曾代表该队一线队出场。2014年，他被租借到摩纳哥，一年后被该队买断。
2016-17法甲赛季，他在随队获得联赛冠军之后，2017年7月1日，席爾瓦以约4350万英镑转会英超曼城。他之后获得了五次英超联赛冠军、四次英格兰联赛杯冠军、两次英格兰足总杯冠军、一次欧洲冠军联赛冠军、一次欧洲超级杯冠军。2019年，他被提名为曼城队内赛季最佳球员，入选了PFA赛季最佳阵容，同时更是入选了金球奖30人的大名单。
2021年11月24日，席爾瓦在曼城主場2-1戰勝巴黎圣日耳曼的比賽中助攻加布里埃爾·熱蘇斯，成為歐冠首位傳球率為100%的球員，並被評為本場最佳球員。這一場歐冠小組賽，確保他的球隊晉級十六強。
2022-23赛季，席尔瓦在欧冠半决赛主场4-0战胜皇家马德里的比赛中攻入前两球，是曼城该场比赛的最大功臣之一。随后的决赛中为罗德里送出助攻，帮助曼城完成了队史首次、也是英格兰足球历史上第二次“三冠王”的伟业。

## 國家隊生涯
席爾瓦曾代表葡萄牙19岁以下国家足球队和葡萄牙21岁以下国家足球队出场，日后得到了成年国家队的征召。他入选了葡萄牙征战2017年国际足联联合会杯、2018年国际足联世界杯的大名单，在2018–19年欧洲国家联赛中随队夺冠，并获颁最佳球员奖项。
2019年歐洲國家聯賽決賽周，席爾瓦參加了兩場比賽，並在葡萄牙贏得獎盃的每一場比賽中都錄入了一次助攻，並被評為歐洲國家聯賽最佳球員。

## 個人生活
席尔瓦的英语被媒体描述为「完美」，部分原因是他的父母在他6岁时将他送到里斯本的一所英语学校。除了英语和他的母语葡萄牙语之外，席尔瓦还会说法语和西班牙语。
2023年7月1日，席尔瓦和葡萄牙模特伊內斯·德格納·托馬茲在杜罗河酒莊結婚。

## 榮譽

### 球會
本菲卡
- 葡超冠軍：2013–14
- 葡萄牙盃冠軍：2013–14
- 葡萄牙聯賽盃冠軍：2013–14

 摩納哥
- 法国足球甲级联赛冠軍：2016–17

 曼城
- 英格蘭足球超級聯賽冠軍：2017–18，2018–19，2020–21，2021–22，2022–23[7]，2023–24
- 英格蘭足總盃冠軍：2018–19[8]，2022–23
- 英格蘭聯賽盃冠軍：2017–18，2018–19[9]，2019–20[10]，2020–21
- 英格蘭社區盾：2018、2019
- 欧洲冠军联赛冠軍：2022–23[11]
- 歐洲超級盃冠軍：2023[12]
- 世界冠軍球會盃冠軍：2023[13]

### 國家隊
葡萄牙
- 歐洲足協國家聯賽冠軍：2019、2025
- 歐洲足球錦標賽冠軍：2016

### 個人
- 曼城年度最佳球員：2018–19
- 艾倫·哈達克獎：2019年

#### 金球獎排名
席爾瓦於2019年首次進入金球獎30人決選名單，並在2023年第二度排名第九，為至2023年為止最高的金球獎排名。
| 年分 | 排名       | 效力球隊 |
| ---- | ---------- | -------- |
| 2019 | 9          | 曼城     |
| 2020 | 因疫情取消 | 曼城     |
| 2021 | -          | 曼城     |
| 2022 | 22         | 曼城     |
| 2023 | 9          | 曼城     |
| 2024 | -          | 曼城     |